# Kaffens fagre riger
Kaffens fagre riger er en dansk dokumentarfilm fra 1969.

## Handling
De kaffedyrkende lande ligger i et smalt bælte omkring ækvator. Filmen besøger en lille plantage i Afrika, hvor den afrikanske ejer afleverer sin høst hos den kooperative salgscentral. På de tusindvis af små latinamerikanske plantager i 1600 meters højde sælges kaffen til kaffeopkøbere, men der er også storplantager med 600.000 træer. Endelig storhandel hos en eksportør, hvor professionelle kaffesmagere smager på kaffeprøver. Hvert land har sine vaner med hensyn til smag og duft. Importøren i Danmark giver kaffen den sidste behandling før den udbydes til salg til forbrugerne.